# Ippolito Galantini
Ippolito Galantini (Firenze, 14 ottobre 1565 – Firenze, 20 marzo 1620) è stato un predicatore e catechista italiano, fondatore della Congregazione di San Francesco della Dottrina Cristiana (detta dei Vanchetoni).
È venerato come beato dalla Chiesa cattolica.

## Biografia
Suo padre era un tessitore ed egli stesso venne avviato al telaio, ma forte fu la sua vocazione alla catechesi, che lo portò fin dall'adolescenza a istruire i coetanei su questioni della fede, creando un gruppo di devoti a lui legati.
L'arcivescovo Alessandro de' Medici fu colpito dalla sua figura e lo nominò, sebbene giovanissimo, maestro di dottrina cristiana presso la chiesa di Santa Lucia al Prato, pur essendo laico, come rimase per tutta la vita. A soli 17 anni, dopo essere stato rifiutato dai cappuccini per la salute cagionevole, fu a capo della Congregazione di Santa Lucia e poi di quella del Santissimo Salvatore, entrambe congregazioni di fedeli laici. Conduceva una vita di grandi sacrifici in nome della fede (digiunava tre volte alla settimana, mangiava solo cose povere e di notte dormiva pochissimo per poter pregare), che destò l'ammirazione di molti, radunado un certo numero di seguaci.
Quando i francescani di Ognissanti gli donarono un terreno che faceva parte dell'orto del loro convento a Firenze, grazie alle coispicue donazioni anche della famiglia granducale e dell'arcivescovo Alessandro de' Medici, poté far costruire un grande oratorio che venne iniziato il 14 ottobre 1602. Qui poté occuparsi della sua attività di catechesi in maniera autonoma. Dotato di geniale intuito pedagogico, la sua attenzione fu sempre rivolta soprattutto all'istruzione umana, morale e religiosa dei ceti più modesti della popolazione e durante gli anni trovò sempre anche il tempo di aiutare il padre nel lavoro. Nel 1604, completato l'oratorio, fondò la Congregazione di San Francesco della Dottrina cristiana, una congregazione formata da fedeli laici che ebbe un notevole successo fin dall'inizio, diffondendosi anche in altre località toscane e emiliane, dove fu inviato a istruire i suoi seguaci.
La Congregazione venne detta anche popolarmente Compagnia dei Vanchetoni, l'andare silenzioso (cheto) dei confratelli nelle processioni. Raccontò la sua esperienza di apostolato nell'opera Esercizi delle scuole di spirito. Sopravvisse alla peste e ad una caduta in Arno.
Morì nel 1619 a Firenze e la grande fama richiamò un gran numero di persone che, mosse dalla sua fama di miracolatore e taumaturgo, cercarono di toccarne il corpo, minacciando la funzione: allora l'arcivescovo dovette minacciare la scomunica per chi toccava il corpo, in modo da proteggerlo da quegli slanci.
Venne dichiarato venerabile nel 1756 da Benedetto XIV e fu beatificato il 19 giugno 1825 da papa Leone XII.
Affinché l'attività catechistica, specialmente parrocchiale, sia posta sotto la particolare protezione del beato Ippolito, dal 1964 la sua memoria liturgica è fissata in coincidenza con la ripresa annuale della medesima, il 3 ottobre, anziché la precedente data, il 20 marzo, anniversario della morte.